# Friedrich Karl Biermann
Friedrich Karl Biermann (* 9. Januar 1872 in Bremen; † 16. Mai 1923 in Bremen) war ein deutscher Kaufmann, Unternehmer in der Tabakindustrie und nationalliberaler Bremer Senator (1911–1919).

## Biografie

### Familie, Ausbildung und Beruf
Biermann wurde als Sohn des Zigarrenfabrikanten und Kaufmanns Friedrich Biermann geboren. Nach Abschluss des Gymnasiums absolvierte er im väterlichen Unternehmen Engelhardt & Biermann eine kaufmännische Lehre. 1896 wurde er Teilhaber und 1906 Alleininhaber des Unternehmens, das zu dieser Zeit etwa 5.000 Personen in 70 Einzelbetrieben beschäftigte und als ein bedeutendes Unternehmen der Tabakindustrie galt. Das Unternehmen verfügte über für seine Zeit vorbildliche soziale Einrichtungen.
1913 entstand für Biermann die repräsentative Villa Biermann, Schwachhauser Heerstraße 64, nach Plänen von Carl Eeg und Eduard Runge. Als Vietor-Haus, benannt nach Anna Vietor, dient das Gebäude dem Kippenberg-Gymnasium und steht unter Denkmalschutz. 
Der Kunstmaler und Mäzen Leopold Biermann (1875–1922) war sein Bruder.

### Politik
Neben seiner unternehmerischen Betätigung war Biermann in einer Vielzahl von Gremien und auch kommunalpolitisch tätig. 1905 wurde er Mitglied der bremischen Handelskammer. 1909 wurde Biermann zum Abgeordneten der Bremer Bürgerschaft gewählt. 1911 wurde er Vorsitzender des Nationalliberalen Vereins in Bremen. Er war von 1911 bis 1919 Senator in Bremen und 1914 Mitglied der Kriegskommission. Diese Kommission hatte die Versorgung der bremischen Bevölkerung mit Nahrungsmitteln zu organisieren. Weiter gehörte zu seinen Tätigkeitsfeldern als Senator die Weiterführung der Weserkorrektion. Nach dem Ersten Weltkrieg war Biermann in der Deutschen Volkspartei aktiv. Als Politiker setzte sich Biermann stark für die Interessen der Tabakindustrie ein.